# Воробьёвицкое сельское поселение
Воробьёвицкое се́льское поселе́ние — муниципальное образование в составе Вохомского района Костромской области России.
Административный центр — посёлок Воробьёвица.
Законом Костромской области от 30 мая 2019 года N 555-6-ЗКО к Воробьёвицкому сельскому поселению присоединено Тихоновское сельское поселение.

## История
Воробьёвицкое сельское поселение образовано 30 декабря 2004 года в соответствии с Законом Костромской области № 237-ЗКО, установлены статус и границы муниципального образования.
22 июня 2010 года в соответствии с Законом Костромской области № 626-4-ЗКО с Воробьёвицким сельским поселением объединено упразднённое Семёновское сельское поселение.

## Население
| 2008 | 2010  | 2012 | 2013  | 2014  | 2015 | 2016 |
| ---- | ----- | ---- | ----- | ----- | ---- | ---- |
| 1071 | ↘1052 | ↘976 | ↘925  | ↘867  | ↘799 | ↘769 |
| 2017 | 2018  | 2019 | 2020  | 2021  |      |      |
| ↘710 | ↘664  | ↘631 | ↗1165 | ↘1065 |      |      |

## Состав сельского поселения
| №  | Населённый пункт | Тип населённого пункта          | Население |
| -- | ---------------- | ------------------------------- | --------- |
| 1  | Алёшково         | деревня                         | →0        |
| 2  | Бельково         | деревня                         | ↗1        |
| 3  | Булатово         | деревня                         | →0        |
| 4  | Воробьёвица      | посёлок, административный центр | ↘473      |
| 5  | Еськино          | деревня                         | →0        |
| 6  | Карпово          | деревня                         | →0        |
| 7  | Крадихино        | деревня                         | →0        |
| 8  | Лажборовица      | посёлок                         | ↘133      |
| 9  | Малахово         | деревня                         | ↘2        |
| 10 | Маслениково      | деревня                         | ↘2        |
| 11 | Окулово          | деревня                         | ↘16       |
| 12 | Плёткино         | деревня                         | ↘0        |
| 13 | Поздняково       | деревня                         | →3        |
| 14 | Почивище         | деревня                         | ↘5        |
| 15 | Спас             | село                            | ↘273      |
| 16 | Федоршино        | деревня                         | →0        |
| 17 | Богачи           | деревня                         | →0        |
| 18 | Большое Сокерино | деревня                         | →0        |
| 19 | Верхнее Лядово   | деревня                         | ↗4        |
| 20 | Ермачата         | деревня                         | →0        |
| 21 | Заречье          | деревня                         | ↘32       |
| 22 | Малое Сокерино   | деревня                         | ↘4        |
| 23 | Нижнее Лядово    | деревня                         | ↗7        |
| 24 | Песочный         | посёлок                         | ↘163      |
| 25 | Питер            | деревня                         | ↘35       |
| 26 | Раменье          | деревня                         | →0        |
| 27 | Талица           | посёлок                         | ↘379      |
| 28 | Тихон            | село                            | ↘79       |

### Упразднённые населённые пункты
- 2015 год — Постановлением Костромской областной думы от 28 января 2015 года № 2473[17] упразднены деревни Киселёво и Соловьёво.
- 2025 год — упразднены деревни  Малый Парюг, Мухино, Филёнки [18].